# Patrick Ziegler
Patrick Ziegler (Gräfelfing, 9 febbraio 1990) è un ex calciatore tedesco, di ruolo difensore.

## Caratteristiche tecniche
È un terzino destro che può essere impiegato anche al centro della difesa.